# Amédée Bollée
Pour les articles homonymes, voir Bollée.
Amédée Bollée, né le 11 janvier 1844 à Sainte-Croix (Sarthe) et mort le 20 janvier 1917 à Paris, est un fondeur de cloches, et inventeur français, spécialisé dans le domaine de l’automobile. Il est considéré comme le premier constructeur à avoir commercialisé des automobiles. 
Il eut trois fils dont deux furent également des constructeurs d'automobiles : Amédée Bollée fils, né le 30 janvier 1867 au Mans et mort en décembre 1926, et Léon.

## Amédée Bollée père
Amédée est le fils d'Ernest-Sylvain Bollée (1814-1891), fondeur de cloches, d'abord itinérant, puis installé en 1842 au Mans.  Ernest-Sylvain crée trois entreprises, qu’il cède à ses trois fils  Amédée, Ernest et Auguste. Une de ces entreprises, cédée à Auguste, fabriquait les éoliennes Bollée.

### Constructeur d'automobiles

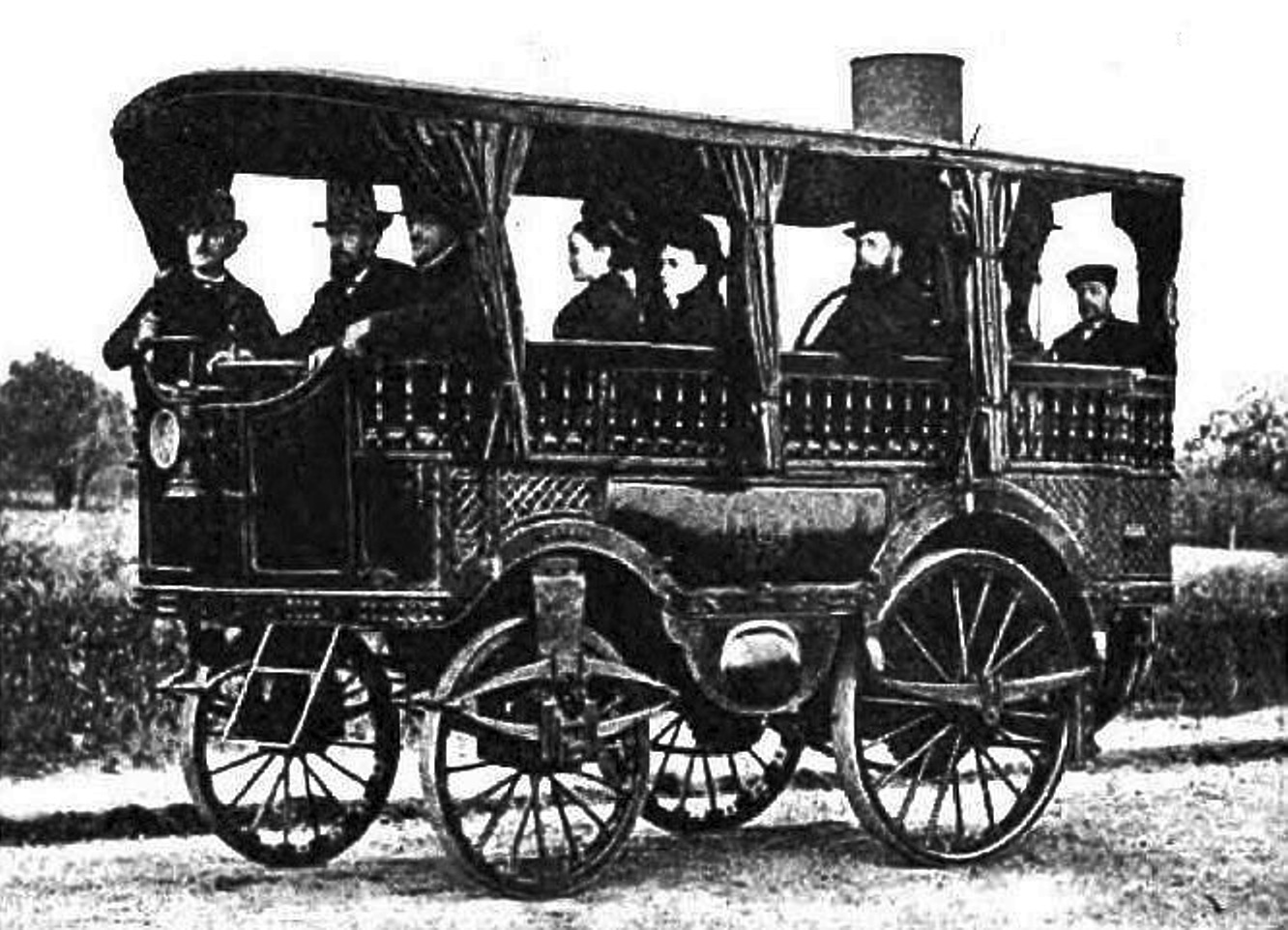
L'Obéissante de 1873, réelle première automobile : entre son père et l'un de ses frères, Amédée père au volant avec, à l'arrière, son épouse et sa belle-sœur.

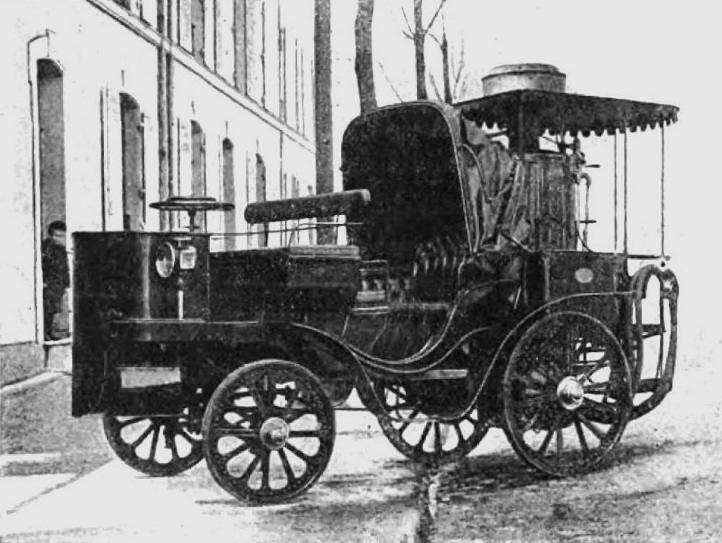
La Mancelle, voiture à vapeur, de 1878.

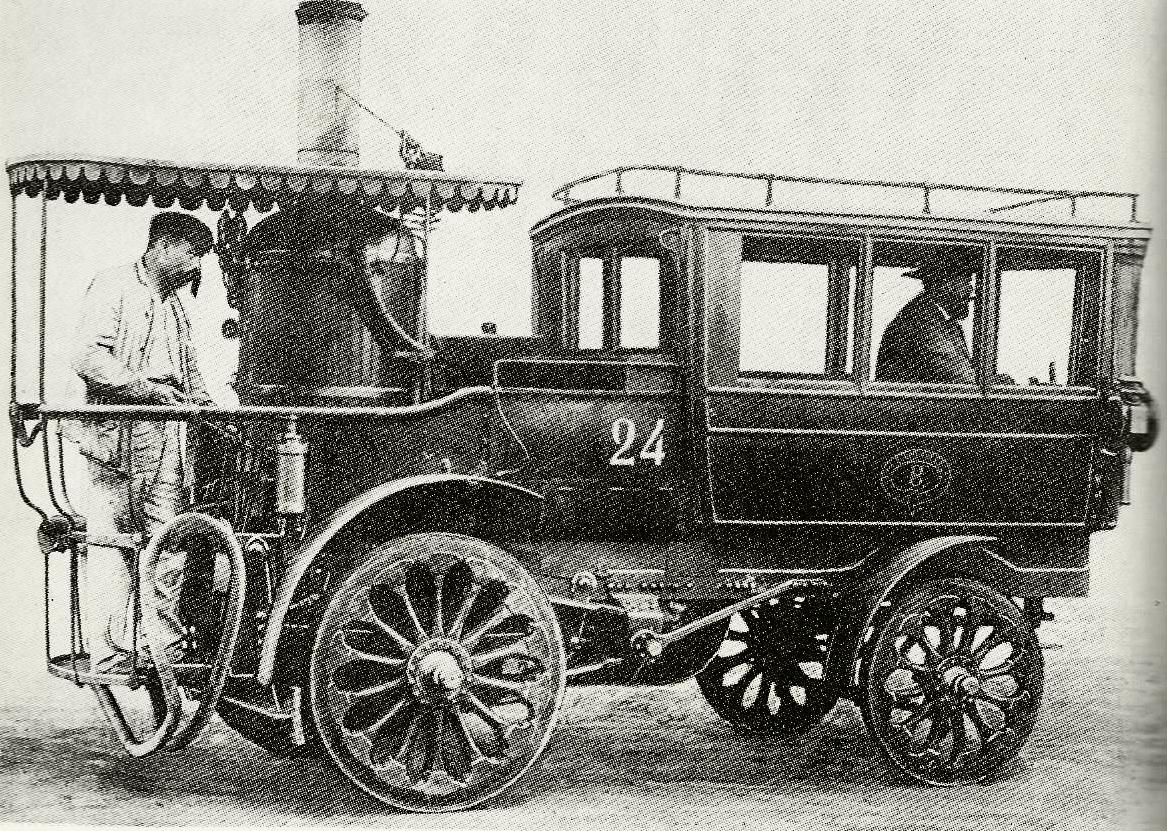
La Nouvelle, voiture à vapeur de 1880.

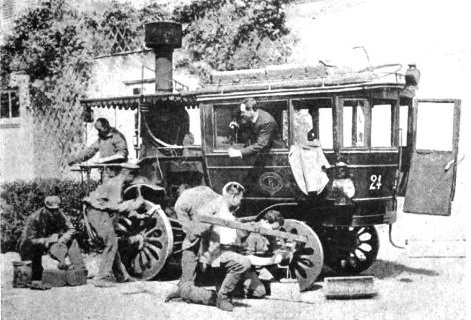
La Nouvelle, pilotée par Amédée Bollée père entre Paris et Bordeaux en 1895 (classée 9e de la course), ici au retour de l'épreuve.

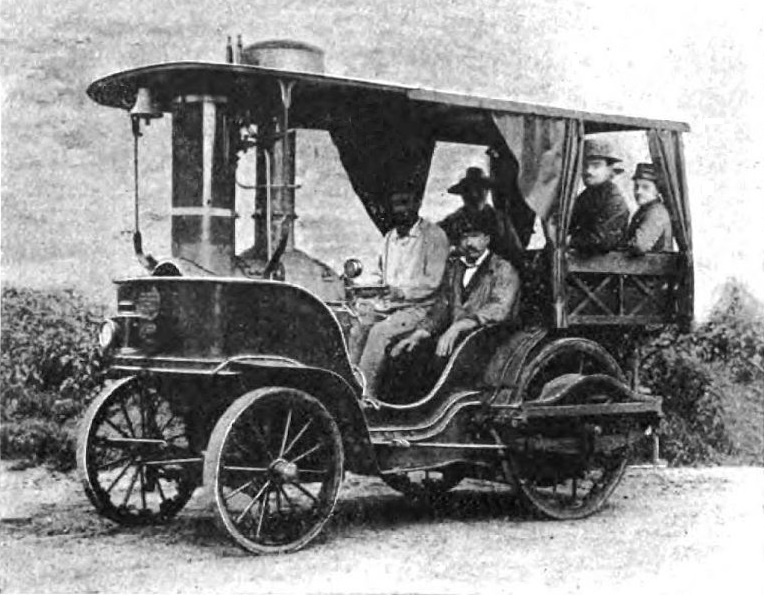
La Rapide, voiture à vapeur de 1881.

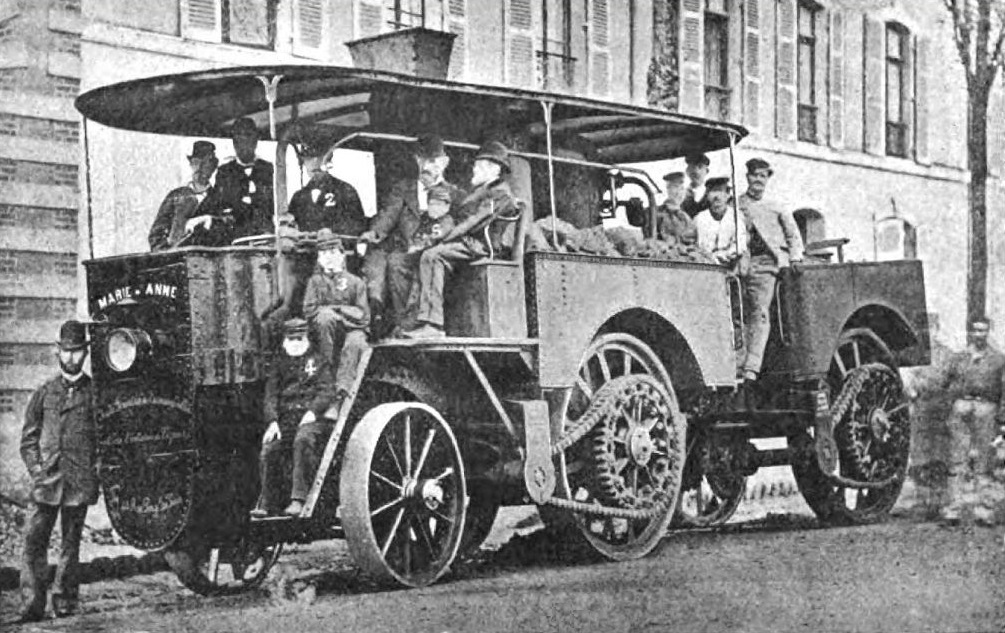
La famille Bollée en 1879, à bord de La Marie-Anne à vapeur.

Amédée Bollée père fabrique sa première voiture en 1873, appelée l'Obéissante. C'est un véhicule à vapeur, remarquable par son silence de fonctionnement, sa maniabilité, et disposant déjà de la plupart des solutions mécaniques de l'automobile du futur : 
- quatre roues,
- une direction à double pivot,
- une propulsion par les roues arrière,
- une suspension à quatre roues indépendantes.

Il est d'usage de la considérer comme le premier véhicule automobile pour particuliers (ce d'autant plus que le mot « automobile » -« qui se meut par soi-même »- apparaît pour la première fois dans les travaux de l'Académie française en 1875, cette dernière se prononçant alors sur son genre – masculin en l'occurrence).
En 1875 encore, le 9 octobre, Amédée parcourt en dix-huit heures, à bord de l'Obéissante, les 250 kilomètres qui séparent Le Mans de Paris. La réglementation ne prévoyant pas la circulation de voitures sans chevaux, soixante-quinze procès-verbaux lui sont dressés lors de son arrivée à Paris. L'intervention du préfet de police met fin à cette mésaventure.
En 1878, il conçoit et commercialise « la Mancelle », dotée d'un moteur à vapeur situé à l’avant, d'une boîte de vitesses et d'un différentiel. Cette voiture est considérée comme la première voiture construite en série : une petite cinquantaine d'exemplaires a été fabriquée et vendue.
En 1880, il perfectionne ses voitures en construisant « La Nouvelle », une des toutes premières conduites intérieures.  
En 1881, il construit  La Rapide . Cette voiture est le premier véhicule routier capable de dépasser le seuil psychologique d'un kilomètre par minute en atteignant la vitesse de 62 km/h.

### Un train routier
En 1879, il reçut une commande pour un train routier. Il réalisa alors la  « Marie-Anne » : la puissance de son moteur à vapeur était de cent chevaux, les roues des deux premiers wagons et du tender étaient motrices. Le poids transporté sur terrain plat pouvait atteindre cent tonnes, mais était limité à trente-cinq tonnes en côte de 6 %.

### Distinctions et honneurs
Amédée père fut président d'honneur de l'Automobile Club de l'Ouest à sa création en 1906.
Il est nommé chevalier de la Légion d'honneur.

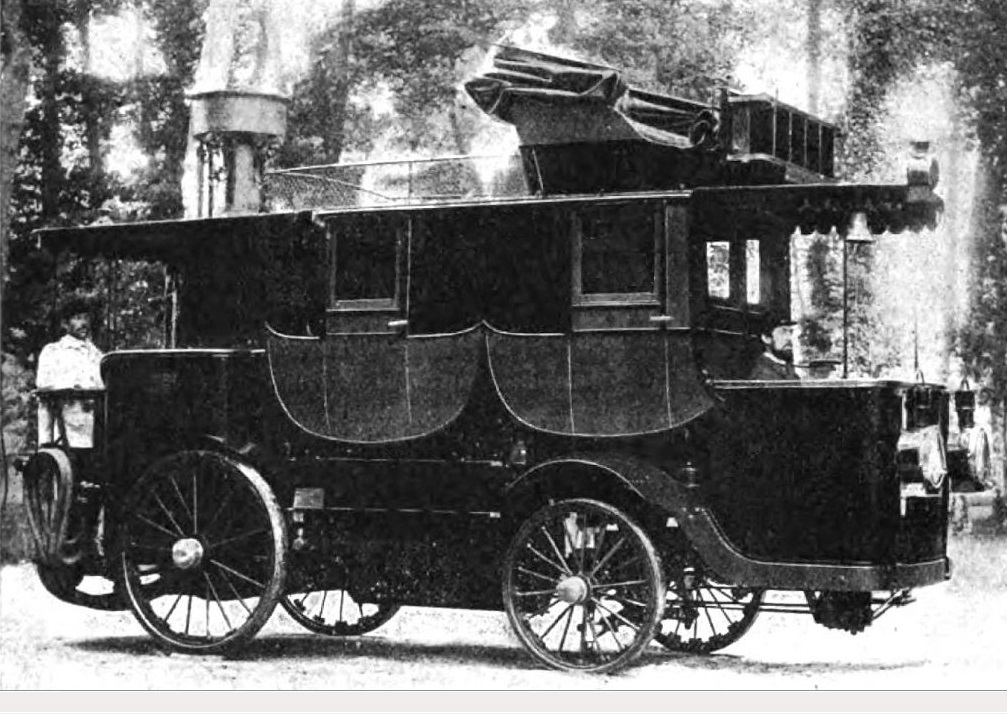
Le « Mail-coach » à vapeur Amédée Bollée, appartenant au marquis Hervé de Broc en 1885 (16 personnes, 50 cv, 30 km/h en palier).
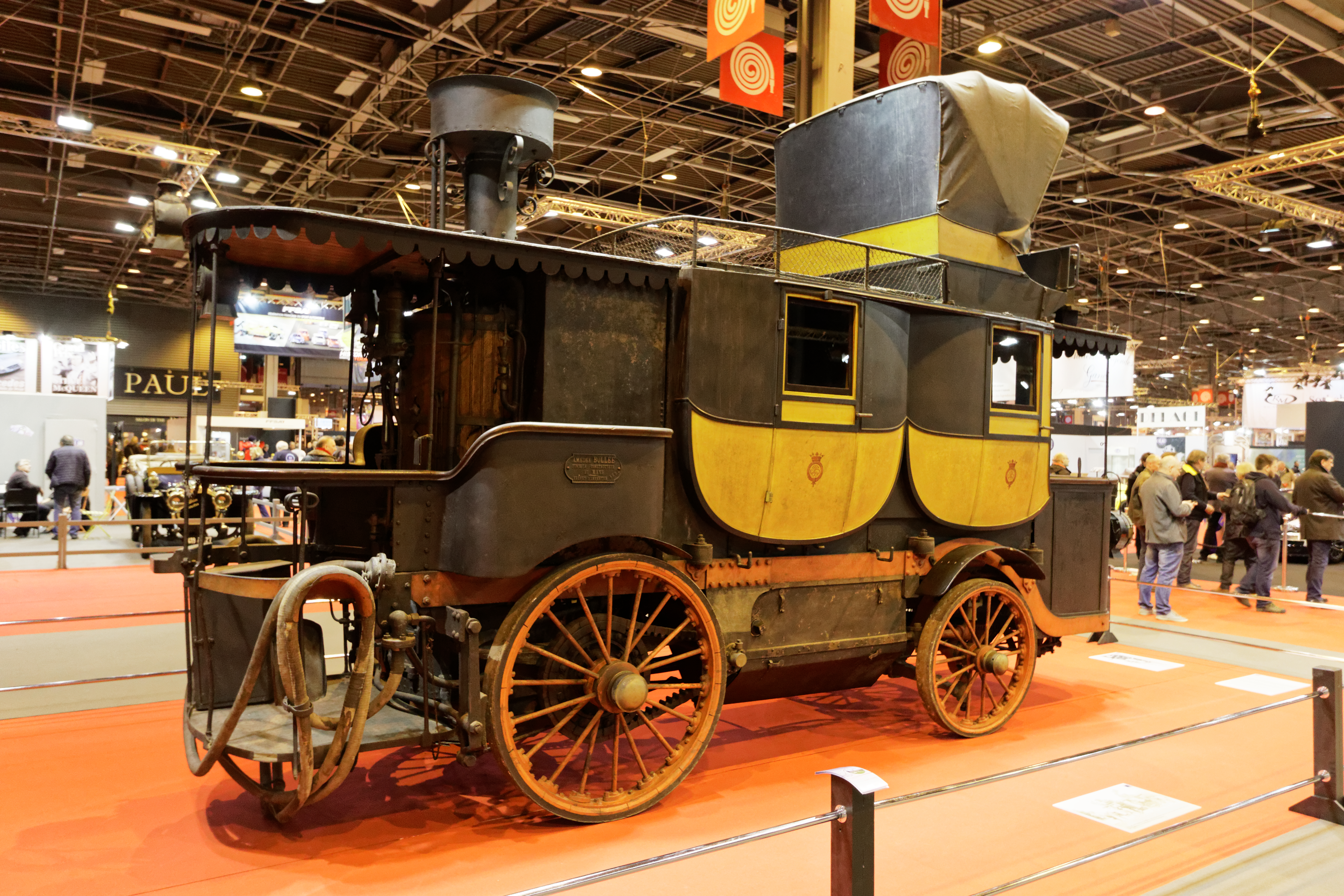
La diligence à vapeur du marquis de Broc au musée.

## Deux de ses trois fils

### Amédée Bollée fils
Amédée Bollée fils, le fils aîné d'Amédée, réalise une première voiture en 1896. Il devient également inventeur et industriel de l'automobile, et coureur automobile. Vice-président de l'Automobile Club de l'Ouest.

### Léon Bollée
Léon Bollée, le frère cadet d'Amédée, invente à l'âge de dix-neuf ans une machine à calculer, puis il fonde une entreprise d’automobiles (qui opérera jusque dans les années 1930).

## Pour approfondir